# Дегуров, Антон Антонович
Антон Антонович Дегуров (Антуан Дюгур; 1765, Ноганат (Клермон), Франция — 1849, Одесса, Херсонская губерния, Российская империя) — историк, профессор Харьковского университета, профессор и ректор Санкт-Петербургского университета.

## Биография
Профессор изящной словесности в Королевском коллегиуме Де-Ла-Флеш, профессор истории Парижской Центральной школы. Принимал участие в событиях Великой французской революции. В это время занимался изданием и торговлей книгами. Из-за своих политических убеждений вынужден был эмигрировать в Англию, где занимался медициной, политической экономией и сельским хозяйством. В 1806 году переехал в Россию вместе с князем И. И. Барятинским.
В 1807 году утвержден в звании экстраординарного, а в 1809 — ординарного профессора всемирной истории Харьковского  университета. С 1810 по 1812 год — декан отделения словесных наук, член цензурного и училищного комитетов. С 1811 г по 1816 работал библиотекарем университетской библиотеки.
В 1816 году переехал в Санкт-Петербург, где преподавал французскую словесность в Главном педагогическом институте. В этом же году стал профессором Санкт-Петербургского университета, где позже занял должность ректора.
В 1821 г. Д. П. Рунич, усмотрев в лекциях профессоров Галича, Раупаха, Германа и Арсеньева «противохристианскую проповедь» и принципы, вредные для монархической власти, организовал над ними суд, который окончился увольнением этих профессоров. Дегуров энергично содействовал Руничу, в особенности в увольнении профессора истории Раупаха, место которого занял сначала на кафедре, а затем в качестве декана историко-филологического факультета.
С августа 1825 года — ректор Санкт-Петербургского университета, в январе 1836 вышел в отставку. После отставки жил в Одессе.